# Pakosławsko
Pakosławsko (niem. Bogislawitz) – wieś w Polsce położona w województwie dolnośląskim, w powiecie milickim, w gminie Cieszków.

## Podział administracyjny
W latach 1975–1998 miejscowość administracyjnie należała do województwa wrocławskiego.

## Nazwa
Nazwa miejscowości jest nazwą patronimiczną i wywodzi się od polskiego imienia męskiego założyciela miejscowości Pakosława. Imię złożone jest z dwóch staropolskich słów Pako- ("znów, więcej") oraz -sław ("sława") oznaczające "ten, który chce (ma) więcej sławy". Heinrich Adamy swoim dziele o nazwach miejscowości na Śląsku wydanym w 1888 roku we Wrocławiu wymienia jako najstarszą zanotowaną nazwę miejscowości Pakosławsko podając jej znaczenie "Dorf des Pakoslaw" czyli po polsku "Wieś Pakosława".
W 1936 r. administracja niemiecka zmieniła historyczną, posiadającą słowiańskie pochodzenie nazwę Bogislawitz na Altmühlgrund. W 1945 r. wieś została włączona do Polski, jej dotychczasową ludność wysiedlono do Niemiec.

## Zabytki
Do wojewódzkiego rejestru zabytków wpisany jest:
- pałac, z około 1840 r. - połowa XIX w., położony w dużym parku

inne zabytki:
- zespół folwarczno-rezydencjonalny, zachowany częściowo
  - park
  - obszerny folwark